# 루텐베르기아과
루텐베르기아과(Rutenbergiaceae)는 털깃털이끼목에 속하는 이끼과의 하나이다.

## 하위 속
- 네오루텐베르기아속 (Neorutenbergia) - 1 ~ 2종
- 프세우도크립파이아속 (Pseudocryphaea) - 유일종 P. domingensis, 렙토돈과로 분류하기도 한다.[1]
- 루텐베르기아속 (Rutenbergia) - 5종